# Camponotus barbosus
Camponotus barbosus är en myrart som beskrevs av Baroni Urbani 1972. Camponotus barbosus ingår i släktet hästmyror, och familjen myror. Inga underarter finns listade.